# Carias (Laconia)
Carias (en griego, Καρύαι) es el nombre de una antigua ciudad griega de Laconia. Debe distinguirse de 
otra ciudad de su mismo nombre ubicada en Arcadia y de la región de Caria (en Asia Menor, cuya capital es Halicarnaso).
Es citada por Pausanias, que dice que estaba en un desvío del camino que iba desde los hermas hasta Selasia. Destaca de la ciudad el culto que se rendía a Artemisa y a las ninfas. Además del santuario de Artemisa, había una estatua de Artemisa Cariátide al aire libre donde las muchachas laconias danzaban cada año.
Pausanias narra un suceso de tiempos de Aristómenes en el que este caudillo mesenio raptó a algunas de las doncellas que bailaban en Carias durante la fiesta de Artemisa. Algunos de sus hombres, embriagados, quisieron forzarlas, y  Aristómenes mató a algunos de ellos. Luego devolvió a las doncellas, a cambio de riquezas.
Tucídides, por su parte, la cita en el marco del inicio de una expedición militar de los espartanos durante la guerra del Peloponeso. El historiador dice que los espartanos llegaron hasta Carias pero no fueron más allá porque los presagios les eran desfavorables y decidieron volver atrás.
En otro momento histórico, Jenofonte relata que después de la batalla de Leuctra (371 a. C.) algunos habitantes de Carias se ofrecieron a guiar a los tebanos contra los lacedemonios, así que los tebanos entraron en Laconia por Carias y allí se les unieron después los arcadios, que habían entrado por Eo. Sin embargo, posteriormente el espartano Arquidamo tomó Carias y degolló a los que no pudieron escapar.
Se hallaba al noreste de Esparta, en una zona próxima a los límites con Arcadia, no lejos de Tegea.

## Cariátides

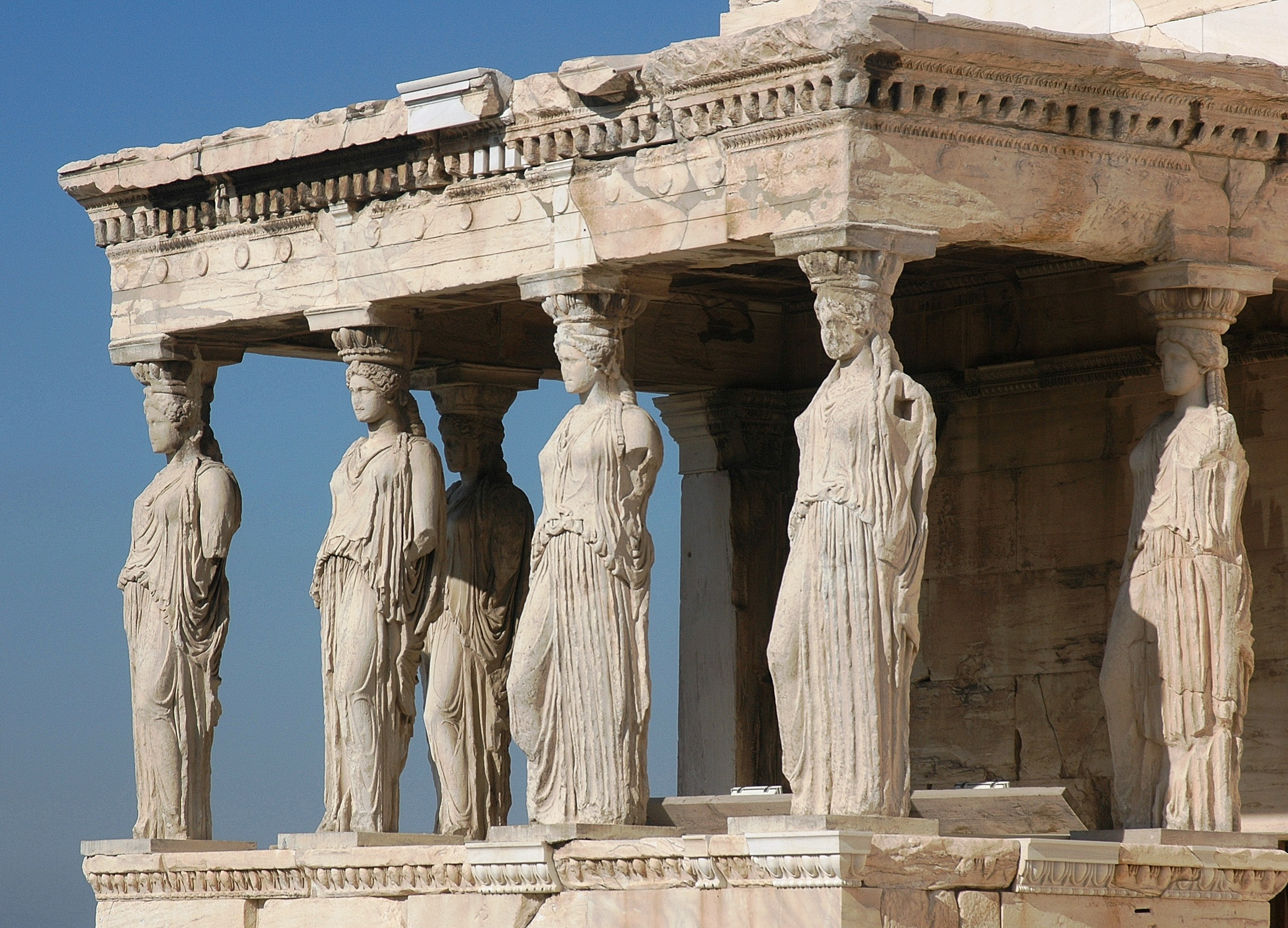
La tribuna de las cariátides.

Vitruvio narra una historia, no sustentada por otras fuentes, que explica el nombre que se da a las figuras femeninas con cestos sobre sus cabezas, que ocupan el lugar de los fustes de las columnas en la tribuna del Erecteion de la Acrópolis de Atenas. Según tal historia, los habitantes de Carias habrían traicionado a los griegos, pasándose al bando persa, después de la batalla de las Termópilas. La victoria griega en las guerras médicas permitió a los griegos destruir Carias, matar a todos sus hombres y esclavizar a todas sus mujeres, cuya memoria quedaría representada para siempre en el esfuerzo de sostener el templo dedicado a la fundación de Atenas.